# HD 10260
HD 10260，又名BD+60 308，SAO 11920、HR 481，是一颗恒星，视星等为6.71，位于銀經129.02，銀緯-1.23，其B1900.0坐标为赤經1h 35m 15.7s，赤緯+60° -1.23′ 57″。